# Vechtdallijnen
De Vechtdallijnen zijn de spoorverbindingen Zwolle - Emmen (RS20/RE20) en Hardenberg - Almelo (RS21), die gereden worden door Arriva. De Vechtdallijnen zijn onderdeel van Blauwnet.

## Materieel
Al het materieel dat op de Vechtdallijnen wordt ingezet hebben de Blauwnet-huisstijl.
| Type                | Aantal | Aantal rijtuigen | Series          | Inzet                      | Opmerking                     | Afbeelding |
| ------------------- | ------ | ---------------- | --------------- | -------------------------- | ----------------------------- | ---------- |
| LINT                | 3      | 2                | 33, 34, 37      | RS21 Almelo - Hardenberg   | Ex-Syntus                     |            |
| Stadler GTW (Spurt) | 3      | 2                | (10)411-(10)413 | RS20 & RE20 Zwolle - Emmen |                               |            |
| Stadler GTW (Spurt) | 12     | 3                | (10)514-(10)525 | RS20 & RE20 Zwolle - Emmen | (10)525 is ex-Connexxion 5037 |            |

## Stations

### RS20/RE20 (Zwolle - Emmen)
| Serie       | Treinsoort         | Route                       | Bijzonderheden                                         |
| ----------- | ------------------ | --------------------------- | ------------------------------------------------------ |
| 3800 RE 20  | Sneltrein (Arriva) | Zwolle – Mariënberg – Emmen | Onderdeel van Blauwnet. 1x per uur.                    |
| 8000 RS 20  | Stoptrein (Arriva) | Zwolle – Mariënberg – Emmen | Onderdeel van Blauwnet. 1x per uur.                    |
| 13800 RE 20 | Sneltrein (Arriva) | Zwolle – Coevorden – Emmen  | Onderdeel van Blauwnet. Rijdt alleen tijdens de spits. |

- Zwolle
- Dalfsen
- Ommen
- Mariënberg
- Hardenberg
- Gramsbergen (alleen RS20)
- Coevorden
- Dalen (alleen RS20)
- Nieuw-Amsterdam
- Emmen Zuid
- Emmen

### RS21 (Hardenberg - Almelo)
| Serie       | Treinsoort         | Route                            | Bijzonderheden                                                                         |
| ----------- | ------------------ | -------------------------------- | -------------------------------------------------------------------------------------- |
| 31000 RS 21 | Stoptrein (Arriva) | Almelo – Mariënberg – Hardenberg | Onderdeel van Blauwnet. 1x per uur, 2x per uur in de brede spits en op zaterdagmiddag. |

- Hardenberg
- Mariënberg
- Vroomshoop
- Daarlerveen
- Vriezenveen
- Almelo